# Лянгар
Лянгар (узб. Langar / Лангар) — посёлок городского типа в Хатырчинском районе Навоийской области, Узбекистан. Численность населения — 3,2 тыс. человек (2002 г.). Посёлок расположен в 66 км от железнодорожной станции Зирабулак (на линии Навои — Самарканд).
Статус посёлка городского типа с 1942 года.
В Лянгаре ведётся добыча и обработка гранита.
По данным Национальной энциклопедии Узбекистана (2000-2005 гг.) имеются общеобразовательная школа, библиотека, отделение связи, пункты торговли и бытового обслуживания.

## Население
| 1959 | 1970 | 1979 | 1989 |
| ---- | ---- | ---- | ---- |
| 3825 | 3102 | 3297 | 3738 |